# Inghilterra nel periodo Stuart
Il periodo Stuart in Inghilterra iniziò nel 1603 con l'ascesa al trono di Giacomo I e si concluse nel 1714 con la morte della regina Anna. Alla morte della regina, spentasi senza figli, il trono passò nelle mani della dinastia Hannover, lontanamente imparentata con la famiglia Stuart.
La famiglia Stuart fu esclusa dal governo del Paese dal 1649, anno della condanna a morte di Carlo I sino al 1660, anno della restaurazione del figlio Carlo II. In questi anni venne abolita la monarchia e l'Inghilterra divenne repubblica: dal 1649 al 1653 venne instaurato il Commonwealth mentre dal 1653 al 1659 vi fu il Protettorato di Oliver e Richard Cromwell.

## I sovrani
| Immagine | Nome                         | Note | Consorte                         | Stemma                        |
| -------- | ---------------------------- | --- | -------------------------------- | ----------------------------- |
|          | Giacomo I & VI (1603-1625)   | Cugino di Elisabetta I Tudor, fu il primo membro della famiglia Stuart ad essere anche re d'Inghilterra.                                           | Anna di Danimarca                | Stemma della Real Casa Stuart |
|          | Carlo I (1625-1649)          | Figlio del precedente re, Giacomo I, venne decapitato alla fine della rivoluzione inglese.                                                         | Enrichetta Maria di Francia      | Stemma della Real Casa Stuart |
|          | Carlo II (1660-1685)         | Figlio del precedente re, Carlo II. Regnò a partire dal 1660, anno della caduta del Commonwealth di Oliver Cromwell e della Restaurazione inglese. | Caterina di Braganza             | Stemma della Real Casa Stuart |
|          | Giacomo II & VII (1685-1688) | Fratello del precedente re, Carlo II e figlio di Carlo I. Fu costretto a lasciare il trono in seguito alla Gloriosa Rivoluzione.                   | Anna Hyde, Maria Beatrice d'Este | Stemma della Real Casa Stuart |
|          | Maria II (1688-1694)         | Figlia del precedente re Giacomo II, dopo la Gloriosa Rivoluzione regnò congiuntamente al marito Guglielmo III d'Orange.                           | Guglielmo III d'Orange           | Stemma della Real Casa Stuart |
|          | Anna (1702-1707)             | Sorella della precedente regina Maria II e figlia di Giacomo II. Fu l'ultima sovrana della famiglia Stuart.                                        | Giorgio di Danimarca             | Stemma della Real Casa Stuart |

### Periodi
Gli anni di regno della famiglia Stuart si possono dividere al loro interno in altri diversi periodi:
- Età di Giacomo I 1603-1625
- Età di Carlo I 1625-1642
- Guerra civile 1642-1649
- Interregno 1649-1660
  - Commonwealth of England 1649-1653
  - Protettorato di Oliver Cromwell 1653-1658
  - Protettorato di Richard Cromwell 1658-1659
- Restaurazione 1660-1685
- Gloriosa rivoluzione 1688

## Sviluppo economico

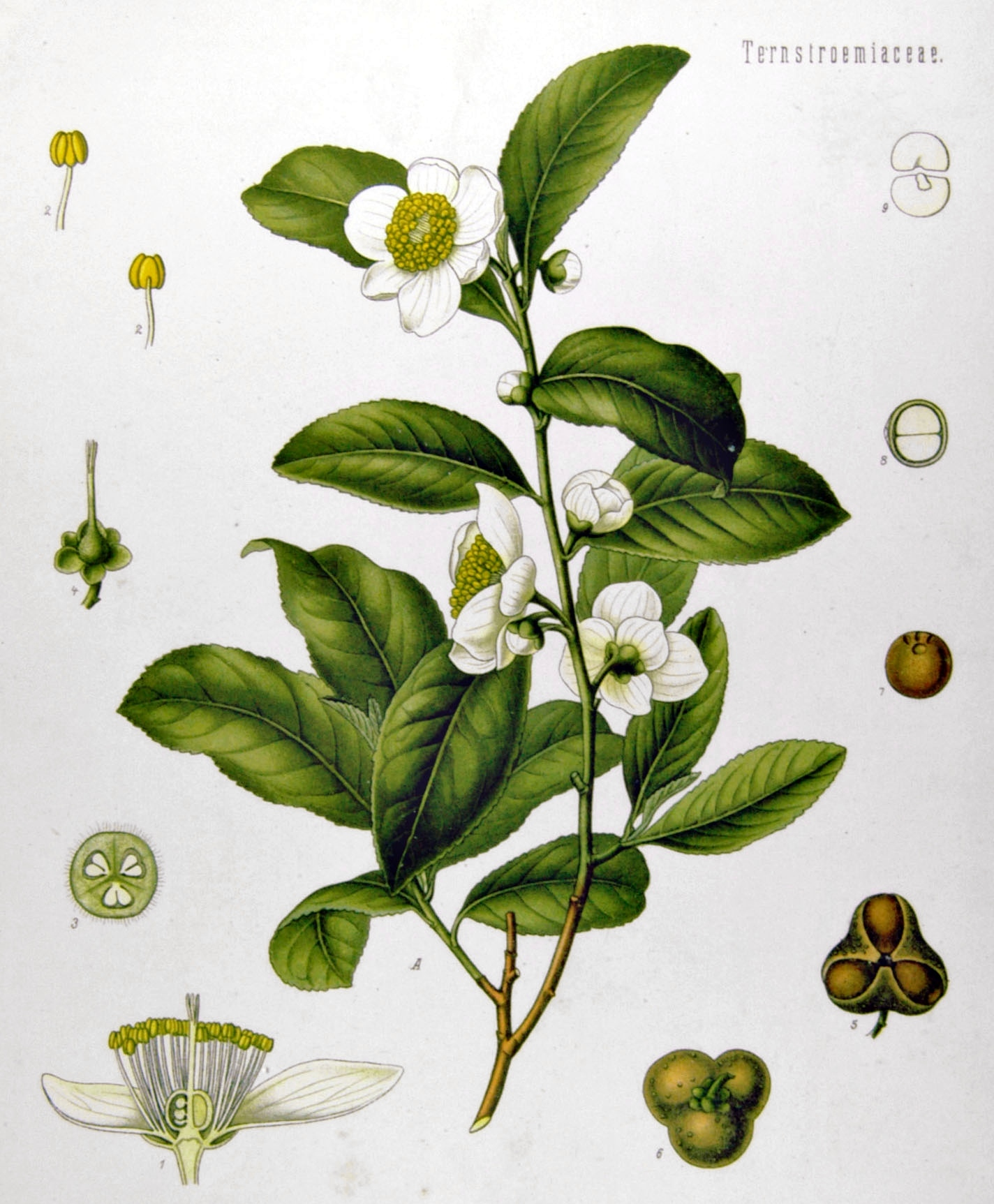
La pianta del tè (Camellia sinensis) dal Koehler's Medizinal-Pflanzen.

Gli anni di ascesa della famiglia Stuart sul trono inglese (1603) coincisero con l'inizio di un periodo di grande sviluppo economico e commerciale del regno inglese, che divenne, da isolato agglomerato di isole nel nord Europa qual era alla fine del Cinquecento, una della maggiori potenze mondiali all'inizio del Settecento.
Tra il 1603 e il 1714 nacque l'Impero coloniale britannico e l'Inghilterra si assicurò il dominio incontrastato sui mari. Con il dominio dei mari, l'Inghilterra prese a popolare nel XVII secolo le colonie americane della Virginia e della baia del Massachusetts, le isole Barbados e la Nuova Scozia. Con la formazione della East India Company iniziarono gli scambi con le Molucche mentre la Royal African Company si occupò della tratta degli schiavi. Queste nuove compagnie, oltre a una grande ricchezza, portarono al paese prodotti nuovi come il tabacco, lo zucchero e la menta; il caffè e il tè ebbero una diffusione capillare in tutte le città inglesi. I rapporti frequenti con l'India portarono alla fondazione di Calcutta e di numerosi altri scali commerciali importanti.
Ma lo sviluppo non riguardò solo i commerci: sotto il regno di Maria II e del marito Guglielmo III, nel 1694, avvenne la fondazione della Banca d'Inghilterra e un anno dopo, nel 1695, fu fondata la Banca di Scozia. Ben presto sorsero, accanto alla Borsa dei Valori, le prime compagnie d'assicurazione, si diffusero i giornali e vennero inaugurate le Nuove Poste.
Migliorò anche la vita quotidiana, con l'invenzione della prima rudimentale macchina a vapore e della pentola a pressione. E fu proprio durante il periodo Stuart che in Inghilterra si diffusero, anche se solo fra le famiglie più abbienti, i primi bagni domestici.

## Sviluppo scientifico

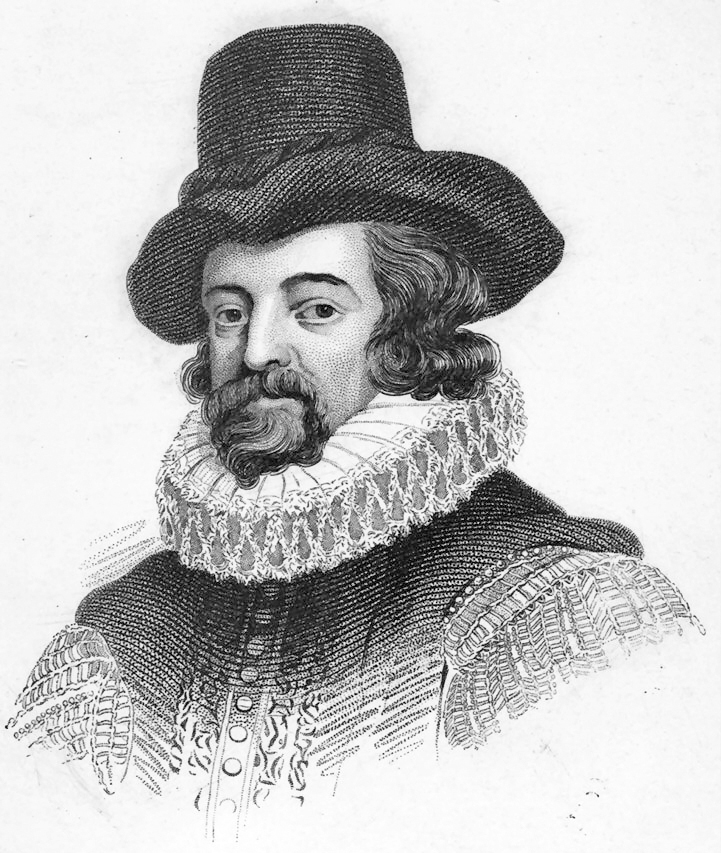
Il filosofo e saggista Francis Bacon.

L'Inghilterra stuartiana fu caratterizzata da una grande diffusione delle scienze; il Seicento fu infatti uno dei periodi di maggiori fioritura delle sperimentazioni scientifiche britanniche. Le odierne discipline di biologia, chimica e fisica sono tutte invenzioni inglesi del XVII secolo. A partire da Francis Bacon, una serie di matematici, biologi, filosofi e fisici rivoluzionò numerosi settori del sapere scientifico.
Bacone, con il suo Novum Organum, inventò la sperimentazione scientifica moderna e il metodo induttivo. Successivamente Isaac Newton scoprì la legge di gravitazione universale e, attraverso le sue leggi del moto, creò i fondamenti per la meccanica classica. Il medico William Harvey scoprì e descrisse accuratamente la circolazione del sangue, mentre il naturalista John Ray, con la sua classificazione di piante, venne considerato come uno dei padri della tassonomia. I matematici John Napier e William Oughtred inventarono rispettivamente i logaritmi e il simbolo matematico della moltiplicazione.
A livello tecnologico Robert Hooke inventò e perfezionò il microscopio, il barometro marino e il quadrante; Robert Boyle invece creò il primo vuoto e la pompa d'aria.
La medicina fece passi avanti talmente importanti che la peste, dopo quella di Londra del 1665, non si presentò mai più nelle isole britanniche.
Come risultato del grande fervore scientifico di quegli anni, il re Carlo II diede grandi contributi per fondazione dell'Osservatorio di Greenwich e della Royal Society, che venne istituita nel 1660.

### Scienziati, matematici, biologi
- Francis Bacon
- William Harvey
- Robert Boyle
- Isaac Newton
- John Ray
- John Napier
- Edmond Halley
- William Oughtred
- Robert Hooke
- Stephen Gray
- John Aubrey
- William Petty
- John Wallis
- Thomas Browne, naturalista
- John Wilkins

## Letteratura e musica

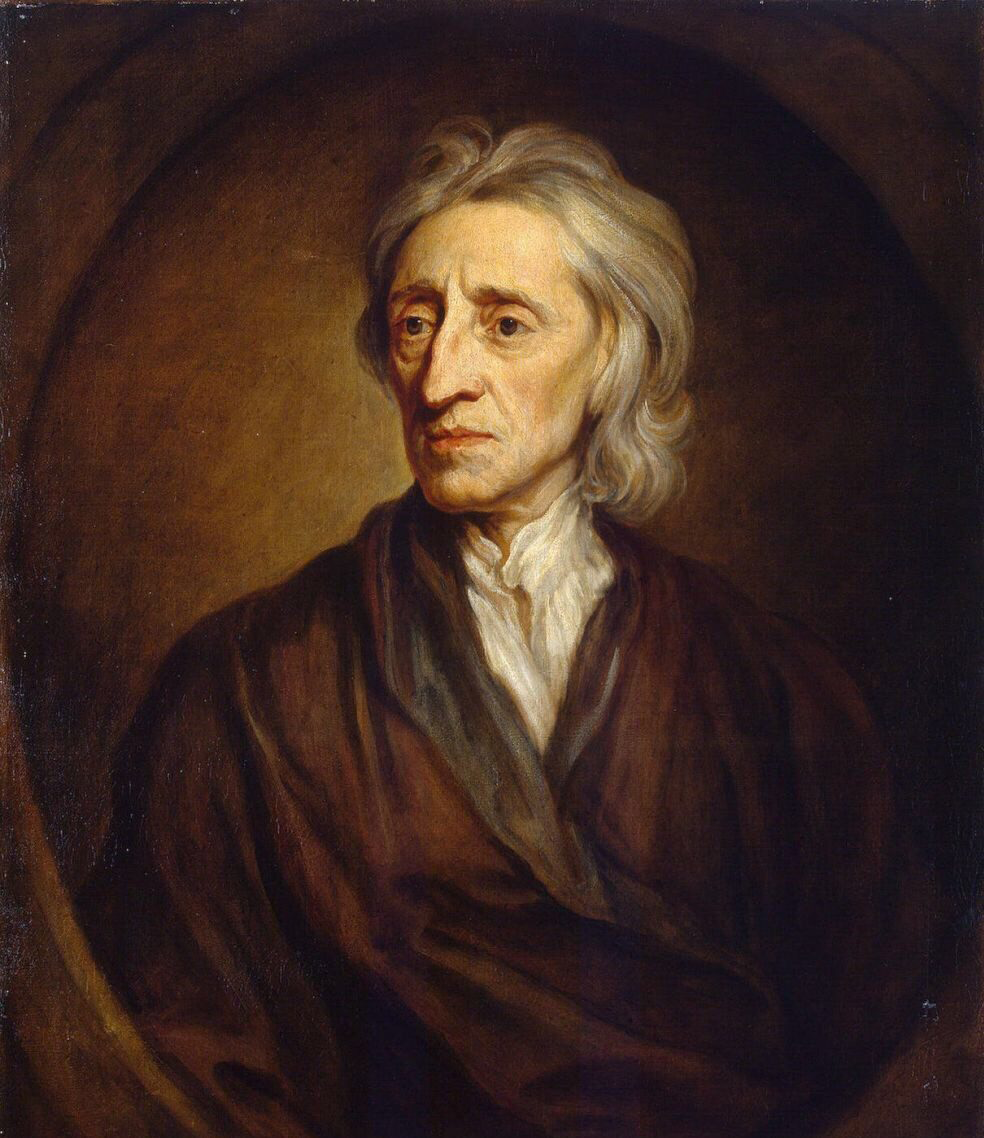
John Locke ritratto da sir Godfrey Kneller.

La produzione letteraria nell'Inghilterra degli Stuart fu un elemento di notevole rilevanza: nel primo periodo Stuart lavorarono scrittori come Shakespeare, Donne, George Herbert. Durante il regno di Giacomo I vennero rappresentate opere shakespeareane come Otello, Re Lear, Macbeth e La tempesta e la tragedia raggiunse le sue massime espressioni. Lo stesso re, fine intellettuale, fece tradurre la Bibbia in lingua inglese, che prese il nome di Bibbia di re Giacomo e che è ancora oggi il Testo Sacro ufficiale della Chiesa anglicana.
Nella metà del Seicento artisti come John Milton pubblicarono i loro capolavori e altri come Samuel Pepys redassero i loro diari, importanti resoconti della vita quotidiana e politica dell'epoca.
Alla fine del secolo Daniel Defoe "inventò" il romanzo inglese, Addison fondò un importante giornale, Swift scrisse I viaggi di Gulliver e Pope diede un grande contributo alla diffusione dei Classici.
Sotto il regno di Carlo II, la rinnovata libertà e il clima di serenità portarono alla diffusione della commedia e della satira.

### Scrittori, poeti, trattatisti
- William Shakespeare
- John Donne
- George Herbert
- Daniel Defoe
- Joseph Addison
- Jonathan Swift
- John Milton
- John Dryden
- John Bunyan
- William Davenant
- Samuel Pepys
- John Evelyn
- Robert Filmer
- Thomas Hobbes
- James Harrington
- John Locke
- Izaak Walton
- John Wilmot
- Henry Neville
- Henry Ireton
- Marchmont Nedham
- Algernon Sydney
- Henry Purcell
- Georg Friedrich Händel
- John Bull
- Thomas Ravenscroft
- Aphra Behn
- Matthew Prior
- Robert Gould
- Edmund Spenser

### Opere di teoria politica
Oltre alle tragedie e commedie di Shakespeare, i testi più letti in lingua inglese e di maggiore successo all'epoca, trovarono larga diffusione i testi di teoria politica.
Robert Filmer pubblicò il Patriarcha, Thomas Hobbes il Leviatano, massima espressione della filosofia politica del XVII secolo. Inoltre John Locke scrisse i Due trattati sul governo e James Harrington La Repubblica di Oceana. Mentre re Giacomo I ribadiva il diritto divino dei re con la True Law of Free Monarchies, una fitta schiera di scrittori e filosofia ribatteva formulando teorie sulla sovranità del Parlamento. La prima di queste teorie venne proposta da Henry Parker. L'Instrument of Government fu la prima e unica costituzione scritta mai adottata in Inghilterra.

### Musica
Fu inoltre durante il periodo Stuart che in Inghilterra si diffuse l'amore per l'opera lirica italiana. I teatri ospitarono le prime rappresentazioni di Claudio Monteverdi, Antonio Vivaldi, Giovanni Gabrieli, Gregorio Allegri. Il Salder's Wells Theatre venne adibito a teatro per concerti e cominciarono ad essere indetti concerti aperti al pubblico. E iniziarono ad emergere anche talenti inglesi: Thomas Ravenscroft, per esempio, introdusse il canone alternato e John Bull compose il God Save the King.
Il maggiore talento inglese dell'epoca fu però Henry Purcell. Cresciuto in ambienti musicali, divenne il più illustre compositore inglese del Seicento e musicò opere di successo come Didone ed Enea. Purcell si ispirò sempre all'opera italiana per comporre tutto il suo lavoro. E negli ultimi anni di regno della regina Anna emersero le composizioni di un altro grande, che sarà però al servizio degli Hannover: Handel.

## Pittura e architettura

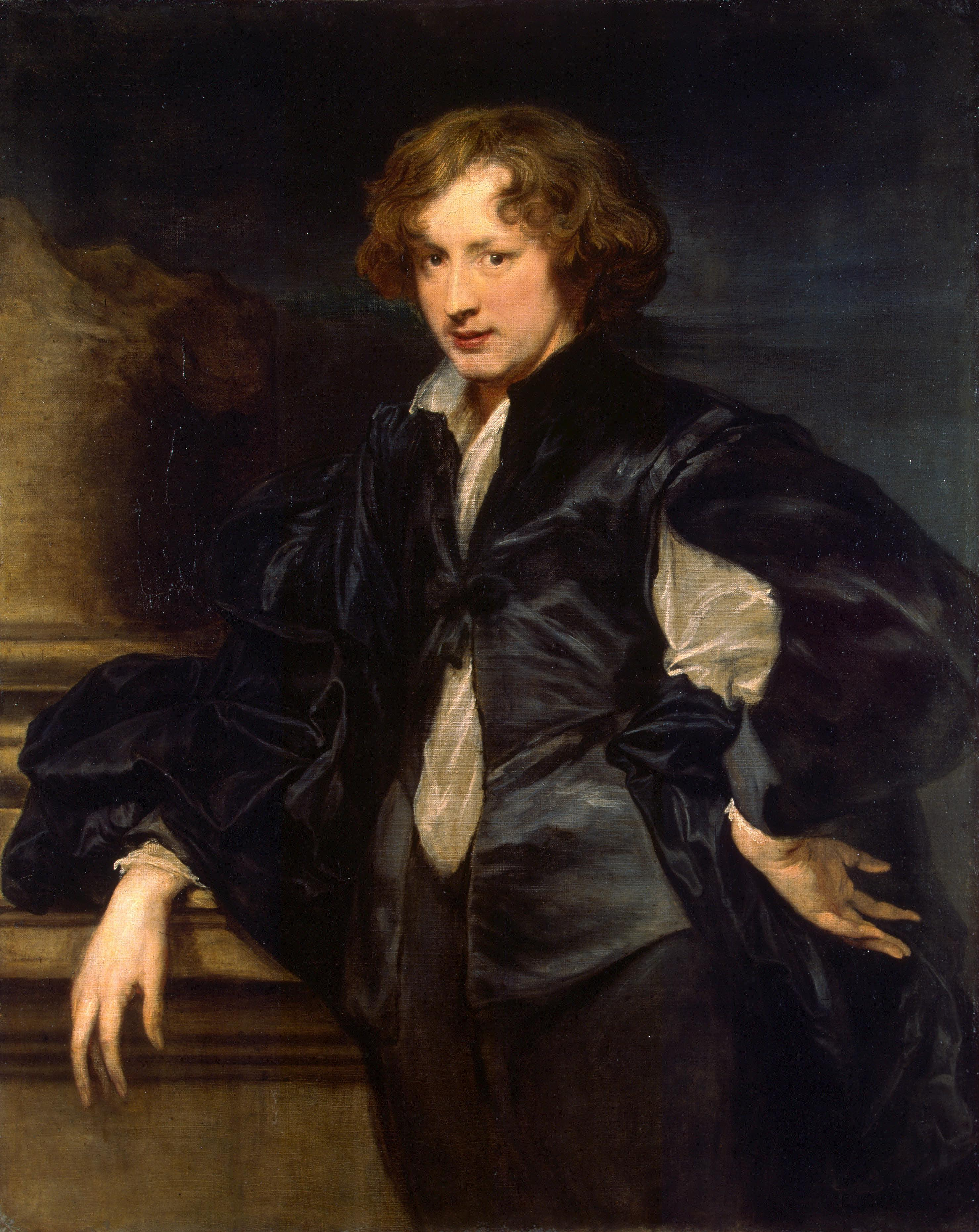
Autoritratto di van Dyck, primo pittore di corte, eseguito nel 1623.

Al suo arrivo in Inghilterra, Giacomo I decise di confermare molti dei collaboratori di Elisabetta I; così fece anche con la cerchia di pittori di corte, che continuarono a lavorare per la casa reale. Tra i più celebri Marcus Gheeraerts il Giovane, che divenne il pittore favorito della nuova regina Anna, Nicholas Hilliard, celebre miniaturista e Robert Peake il Vecchio, ritrattista di corte.
Carlo I decise invece di rinnovare completamente il campo pittorico a corte. Dopo aver assunto Daniel Mytens come suo pittore ritrattista ufficiale e aver mantenuto a sue spese i pittori che avevano servito il padre, come Cornelis Janssens van Ceulen, cercò di far arrivare a Londra pittori italiani e fiamminghi. Fu così che Orazio Gentileschi e la figlia Artemisia si stabilirono in Inghilterra e che Rubens affrescò il palazzo della regina Enrichetta Maria. Nel 1628 Carlo, grande ammiratore dei pittori rinascimentali italiani, acquistò dal duca di Mantova la grande collezione di dipinti accumulati negli anni dai Gonzaga, anch'essi noti protettori di artisti di fama internazionale.
Finalmente, nel 1632, Carlo I assunse come ritrattista di corte il fiammingo Antoon van Dyck, allievo di Rubens. Il giovane van Dyck ebbe una rapida ascesa: in breve tempo aveva rimpiazzato tutti gli altri pittori di corte, aveva ottenuto il titolo di baronetto e per lui venne istituita la carica di primo pittore di corte. Durante la sua permanenza a Londra, che durò sino alla sua morte nel 1649, van Dyck ebbe modo di ritrarre il re e la famiglia reale innumerevoli volte, divenendo il pittore favorito anche dalla nobiltà.
Carlo I fu anche protettore di Inigo Jones, che divenne il maggiore architetto inglese del periodo.
Carlo II, in seguito alla Restaurazione, divenne noto con il nome di Merrie Monarch, Monarca Allegro, visto il rinnovato fervore artistico e culturale che caratterizzò gli anni del suo regno.
Appassionato di teatro e di arte, sovvenzionò numerosi artisti; dopo aver ripristinato la carica di Primo Pittore di Corte, la affidò a Peter Lely, che creò baronetto. Ma a differenza del padre che, all'arrivo di van Dyck, aveva trascurato tutti gli altri pittori, Carlo II mantenne numerosi altri artisti, oltre a Lely, come l'italiano Antonio Verrio, John Michael Wright e John Riley. Dopo il grande incendio di Londra, che distrusse larga parte della città nel 1665, Carlo II affidò la ricostruzione della capitale all'architetto Christopher Wren, che riprogettò molte chiese, tra cui la Cattedrale di Saint Paul ed edificò palazzi e monumenti. A questo periodo risalgono St. James's Park, la residenza reale di Kensington Palace e gli ospedali di Chelsea e Greenwich.
Giacomo II non trascurò la protezione di artisti, ma la sua fama di mecenate è legata nella maggior parte al suo ultimo periodo, quello dell'esilio in Francia. Presso la sua corte, nel castello di Saint-Germain, assunse celebri pittori francesi, come Alexis Simon Belle. Maria II e Anna mantennero la tradizione familiare di incremento delle arti e continuarono a mantenere artisti come Peter Lely e Godfrey Kneller.

### Pittori, ritrattisti, architetti
- Inigo Jones
- Christopher Wren
- Nicholas Hawksmoor
- John Vanbrugh
- John de Critz
- Nicholas Hilliard
- Robert Peake il Vecchio
- Marcus Gheeraerts il Giovane
- Peter Paul Rubens
- Daniel Mytens
- Cornelis Janssens van Ceulen
- Orazio Gentileschi
- Artemisia Gentileschi
- Antoon van Dyck
- William Dobson
- Peter Lely
- John Michael Wright
- Antonio Verrio
- Adriaen Hanneman
- John Riley
- Godfrey Kneller
- John Baptist Medina
- Benedetto Gennari
- François de Troy
- Alexis Simon Belle
- Caspar Netscher
- James Thornhill

### Dimore e architetture

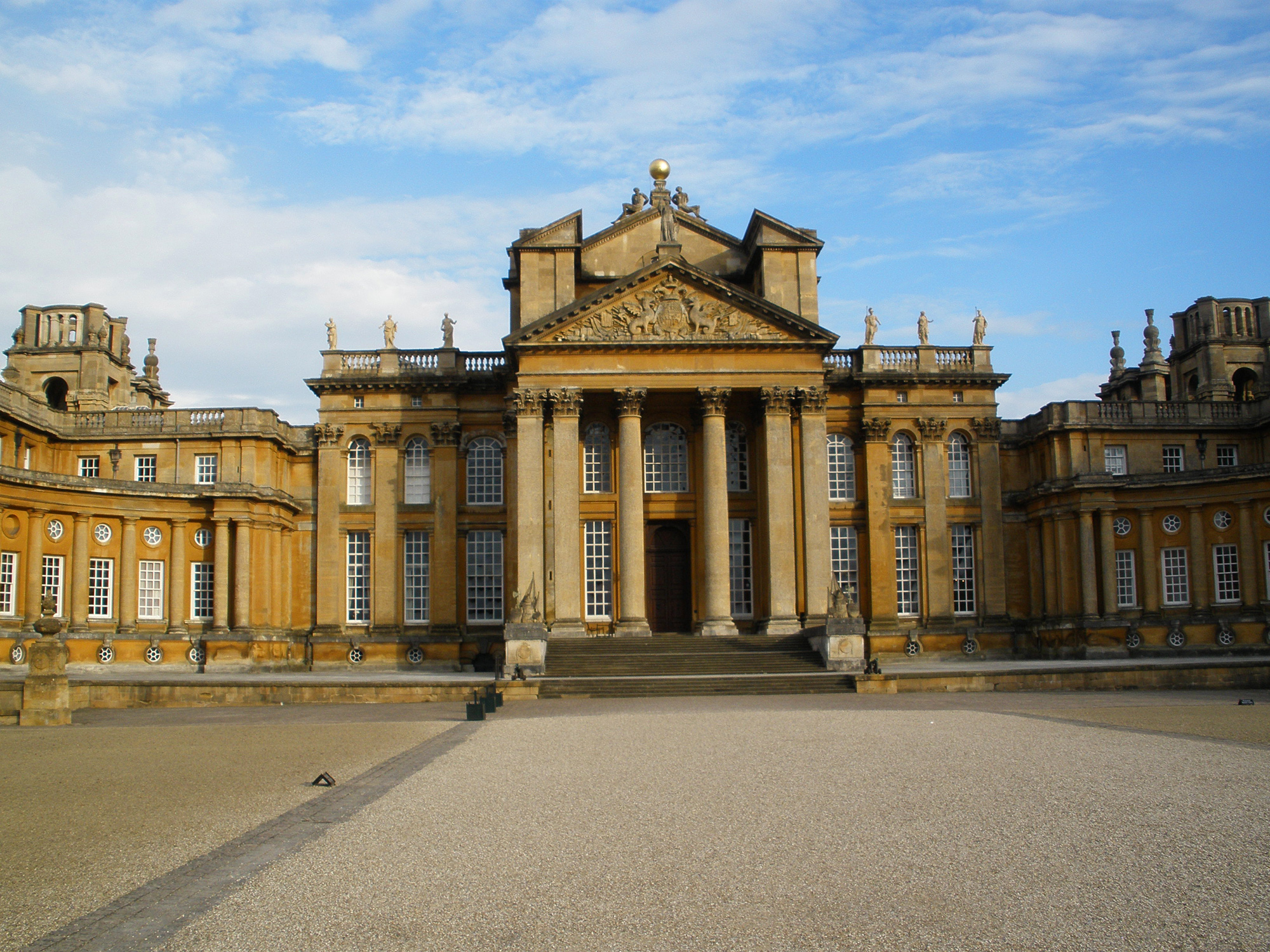
Blenheim Palace, la cui costruzione iniziò nel 1705 su commissione del duca di Marlborough.

- Audley End House
- Wilton House
- Castle Howard
- Chatsworth House
- Blenheim Palace
- Covent Garden
- St. James's Park
- Holland House
- Kensington Palace
- Royal Hospital Chelsea
- Greenwich Hospital

## Guerre, rivoluzioni e complotti

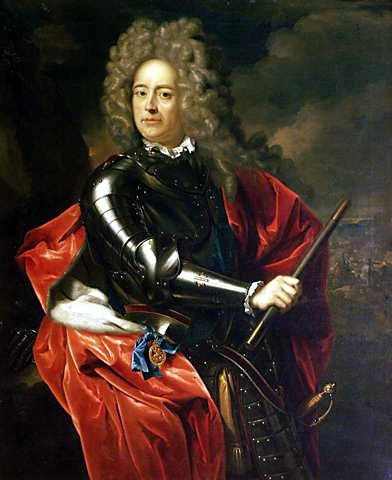
John Churchill, I duca di Marlborough, il più importante generale inglese fra Sei e Settecento.

Il governo della famiglia Stuart, in Scozia come in Inghilterra, fu caratterizzato sempre da violente rivolte con lo scopo di assassinare o deporre il re, da guerre e battaglie e infine da due importanti rivoluzioni.
Solo nei primi due anni del suo regno, Giacomo I si salvò da tre congiure; Carlo I dovette affrontare una rivolta del Parlamento che portò alla sua esecuzione capitale; negli ultimi anni di regno, Carlo II si ritrovò circondato da attentati, più o meno autentici, mentre suo fratello Giacomo II poté regnare solo per tre anni, a causa di una nuova rivoluzione che lo costrinse all'esilio.
La prima e la più celebre delle congiure cosiddette "papiste" avvenne nel 1606 e prese il nome di congiura delle Polveri: un giovane cattolico di nome Guy Fawkes attentò alla vita del re, del principe di Galles e dell'intero Parlamento preparando barili di dinamite negli scantinati della Camera dei Lord. A poche ore dalla prevista esplosione venne però scoperto e arrestato, mentre i barili vennero disinnescati. Da allora ogni 5 novembre si celebra lo scampato pericolo nella cosiddetta Guy Fawkes Night. La fallita impresa di Fawkes rafforzò le posizioni anti-cattoliche e le repressioni del cattolicesimo in tutto il regno.
Celebre è, dopo la congiura delle Polveri, il Rye House Plot, complotto organizzato per eliminare Carlo II Stuart e Giacomo, suo fratello ed erede al trono. I due fratelli avevano deciso di passare del tempo in una residenza di campagna, Rye House. Intanto dei congiurati avevano disposto tutto per assassinarli; ma un imprevisto impedì alla carrozza del re di proseguire per la casa e il sovrano tornò a Londra, cogliendo i congiurati di sorpresa. I più vennero condannati a morte, altri riuscirono a fuggire in Olanda, tra questi il figlio illegittimo di Carlo II, James Crofts.
Le due rivoluzioni che contraddistinsero il Seicento inglese furono la Rivoluzione inglese (1642-1660) e la Gloriosa Rivoluzione (1689). La prima fu caratterizzata da una lunga serie di battaglie tra le truppe reali e le armate del Parlamento e si conclusero con la vittoria dei parlamentari, l'esecuzione capitale di re Carlo I e l'instaurazione del Protettorato di Oliver Cromwell. La seconda invece è definita "rivoluzione pacifica": non vi furono infatti scontri militari, pur essendo presenti sul suolo inglese truppe di invasori olandesi. Il re Giacomo II preferì non affrontare le armate del genero Guglielmo d'Orange e fuggire da Londra. In seguito alla fuga del re, che visse il resto dei suoi giorni in Francia, governarono unitamente Guglielmo III d'Inghilterra e sua moglie Maria II Stuart.

### Generali, comandanti e ammiragli
- James Hamilton, I duca di Hamilton
- George Monck
- Rupert del Reno
- Robert Blake
- William Penn
- John Benbow
- John Churchill, I duca di Marlborough
- George Legge, I barone Dartmouth
- Henry FitzRoy, I duca di Grafton
- Henry Ireton
- James FitzJames, I duca di Berwick
- Montagu Bertie, II conte di Lindsey

## Religione

### La linea moderata di Giacomo I
Durante il regno di Elisabetta I (1558-1603) l'anglicanesimo aveva dovuto affrontare per un periodo di tempo una frangia di suoi membri che predicavano una svolta della Chiesa nella quale l'autorità delle Scritture doveva essere superiore ad ogni pretesa della gerarchia ecclesiastica e che sostenevano che la vera religione fosse un patto personale fra Dio e quelle persone che avevano ricevuto il dono divino della grazia. Questo gruppo, denominato "puritano" sembrò spegnersi dopo pochi anni dalla sua nascita, ma con l'avvento al trono di Giacomo I nel 1603, un gruppo di puritani presentò al nuovo sovrano una Millenary Petition, petizione che conteneva una serie di lagnanze riguardo all'attività della Chiesa anglicana. Giacomo I si vide così costretto a convocare un'assemblea che cercasse di dirimere le difficoltà tra la Chiesa ufficiale e il formoso gruppo puritano. Da questa assemblea i puritani uscirono sconfitti, dal momento che il re accettò solamente una delle loro richieste, quella di pubblicare una versione ufficiale della Bibbia in lingua inglese, su modello di quella tedesca tradotta da Lutero. Nel 1611 venne infatti edita la Bibbia di re Giacomo. Per tutto il suo periodo di regno (1603-1625), Giacomo I seguì la linea moderata di azione religiosa proposta da Elisabetta I. Fu sotto Giacomo I che, nel 1620, partì la nave Mayflower con a bordo i Padri Pellegrini, un gruppo di predicatori puritani considerati i primi coloni del Nuovo Mondo.

### Dalla guerra civile alla Restaurazione

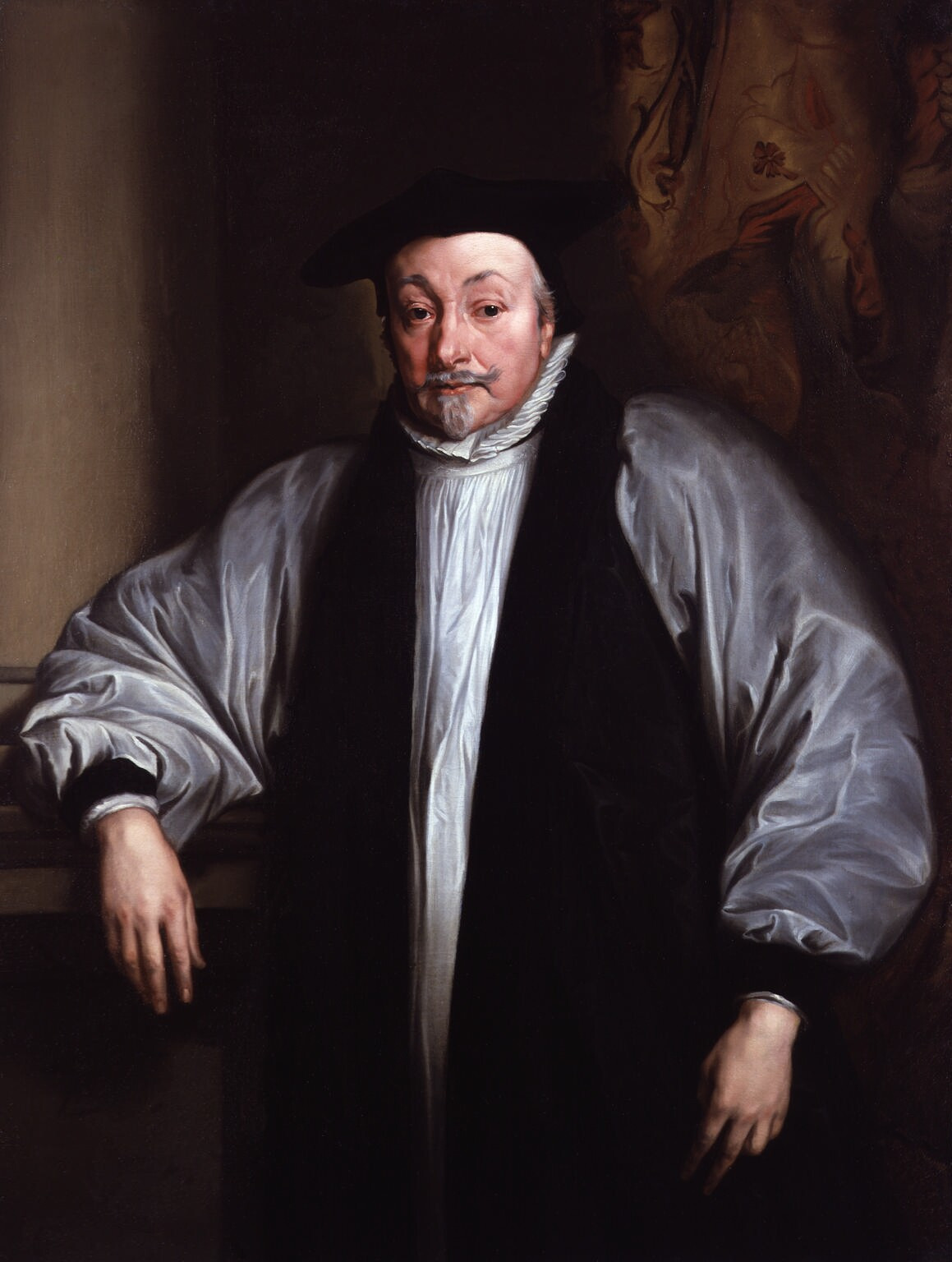
L'arcivescovo William Laud, fondatore del partito laudista anglicano.

Alla morte di Giacomo I, salì al trono il figlio Carlo I, il quale si avvicinò alla "Chiesa alta", che faceva capo all'arcivescovo di Canterbury William Laud. Il partito ludiano, come venne chiamato, premeva per una reintroduzione di forme liturgiche precedenti alla rottura con il cattolicesimo romano ad opera di re Enrico VIII. Ben presto puritani e laudiani vennero allo scontro aperto, che si concretizzò con lo scoppio della rivoluzione inglese, nel 1642. I puritani, appoggiati dal Parlamento arrivarono, dopo una lunga serie di battaglie, a catturare il re e a condannarlo a morte nel 1649. Il periodo che seguì, del Commonwealth e del Protettorato di Oliver Cromwell fu profondamente permeato di puritanesimo.
Con la caduta del Protettorato e il ritorno dall'esilio di Carlo II nel 1660, venne ristabilita la religione ufficiale anglicana. Il nuovo re impose un Act of Uniformity secondo il quale ogni possessore di cariche pubbliche, ogni sacerdote e ogni insegnante doveva prestare un giuramento formale alla Chiesa anglicana di Stato. Inoltre, con l'emanazione dei Conventicles Acts, il re proibiva le riunioni, anche private, a carattere religioso non anglicane. Si venne così ad una dura perquisizione dei puritani e dei quaccheri, che in larga parte vennero esiliati nelle colonie americane. Infine, nel 1673, il Parlamento approvò una legge, nota come Test Act, che imponeva un giuramento sulla Bibbia a tutti i membri delle Camere: in questo modo erano esclusi dalle cariche politiche e militari tutti coloro che non si riconoscevano nella religione anglicana. Lo stesso duca di York Giacomo, fratello del re ed erede al trono, dovette rinunciare ad ogni carica politica e militare vista la sua ferma e pubblica adesione al cattolicesimo. Carlo II si mantenne fedele alla fede anglicana sino sul letto di morte, quando si convertì al cattolicesimo.

### Giacomo II e il tentativo cattolico
Il periodo di maggiore tensione religiosa fu quello corrispondente al regno di Giacomo II (1685-1688). Una volta insediato sul trono, Giacomo II attuò un radicale cambiamento politico e religioso. Chiese al Parlamento che il Test Act che impediva libertà religiosa, fosse abrogato. Il Parlamento rifiutò l'abrogazione e chiese anzi l'applicazione della legge. Giacomo II decise così di trasformare il suo governo: nel Consiglio della Corona vennero ammessi ministri cattolici, così come nelle magistrature e nell'esercito; il Parlamento non venne più riunito. Nel 1686 duecentocinquanta giudici di pace vennero sostituiti con giudici cattolici. Inoltre Giacomo fece aprire seminari a Londra, inviò un ambasciatore presso la Santa Sede e accolse il nunzio pontificio Ferdinando d'Adda. Poco dopo il re si occupò anche delle università: a Cambridge e a Oxford vennero introdotti rettori cattolici, così come nel Magdalen College, presso Oxford, dove venne fatto anche dimettere l'intero senato accademico.
Quando comprese che il maggiore ostacolo alla diffusione del cattolicesimo era la Chiesa anglicana, Giacomo II cercò di placare il malcontento dei vescovi anglicani, che rifiutarono tuttavia di seguire le indicazioni del re; Giacomo creò così una Commissione per le Cause ecclesiastiche, che avrebbe dovuto verificare l'operato di sacerdoti e vescovi anglicani. Il re aveva intanto stretto amicizia con William Penn, il quacchero fondatore della colonia della Pennsylvania, nel Nord America. Esponente di una fede religiosa osteggiata e perseguitata quanto il cattolicesimo, Penn spinse Giacomo a promulgare una Dichiarazione di Indulgenza, con la quale si proclamava la libertà religiosa nel regno.
In seguito alla Gloriosa rivoluzione, i nuovi re Maria II e Guglielmo III proclamarono il ritorno all'anglicanesimo nella sua espressione laudiana: il re era a capo della Chiesa di Stato, che vedeva collaborare l'alta aristocrazia e le alte gerarchie ecclesiastiche.